# Соуза Кампос, Данило
Ри́чард Дани́ло Масиэ́л Со́уза Ка́мпос (порт.-браз. Richard Danilo Maciel Sousa Campos; 13 января 1990, Сан-Луис, Бразилия) — бельгийский футболист, атакующий полузащитник.

## Биография
В июне 2007 года Данило подписал юношеский контракт с амстердамским «Аяксом». Был заявлен на матчи Лиги Европы. Профессиональный дебют состоялся в сезоне 2010/11 в составе клуба «Стандард». В феврале 2012 года подписал контракт с украинским клубом «Металлург». В конце июля 2014 года подписал контракт на один год с клубом «Мордовия».
В августе 2015 года подписал контракт на один год с клубом «Днепр» (Днепропетровск). 13 декабря того же года стало известно, что Данило покидает «Днепр».
20 января 2016 года официально стал игроком «Антальяспора», с которым подписал контракт на 2,5 года.
В феврале 2019 года подписал контракт с белорусским клубом «Динамо-Минск».

## Семья
Отцом Данило является бразильский футболист Вамберто. Младший брат Вандерсон выступает за клуб «Интернасьонал».